# Les Grandes-Loges
Les Grandes-Loges  là một xã thuộc tỉnh Marne trong vùng Grand Est đông nam nước Pháp. Xã này nằm ở khu vực có độ cao trung bình 109 mét trên mực nước biển.